# Lunar Orbiter 1
Lunar Orbiter 1 war die erste von fünf Mondsonden des Lunar-Orbiter-Programms der US-amerikanischen Weltraumorganisation NASA. Mit dem Lunar-Orbiter-Programm sollte der Mond in hoher Auflösung fotografisch erfasst und kartografiert werden, um so Landeplätze für die Raumsonden des Surveyor-Programms sowie für die bemannte Mondlandung zu finden.

## Mission

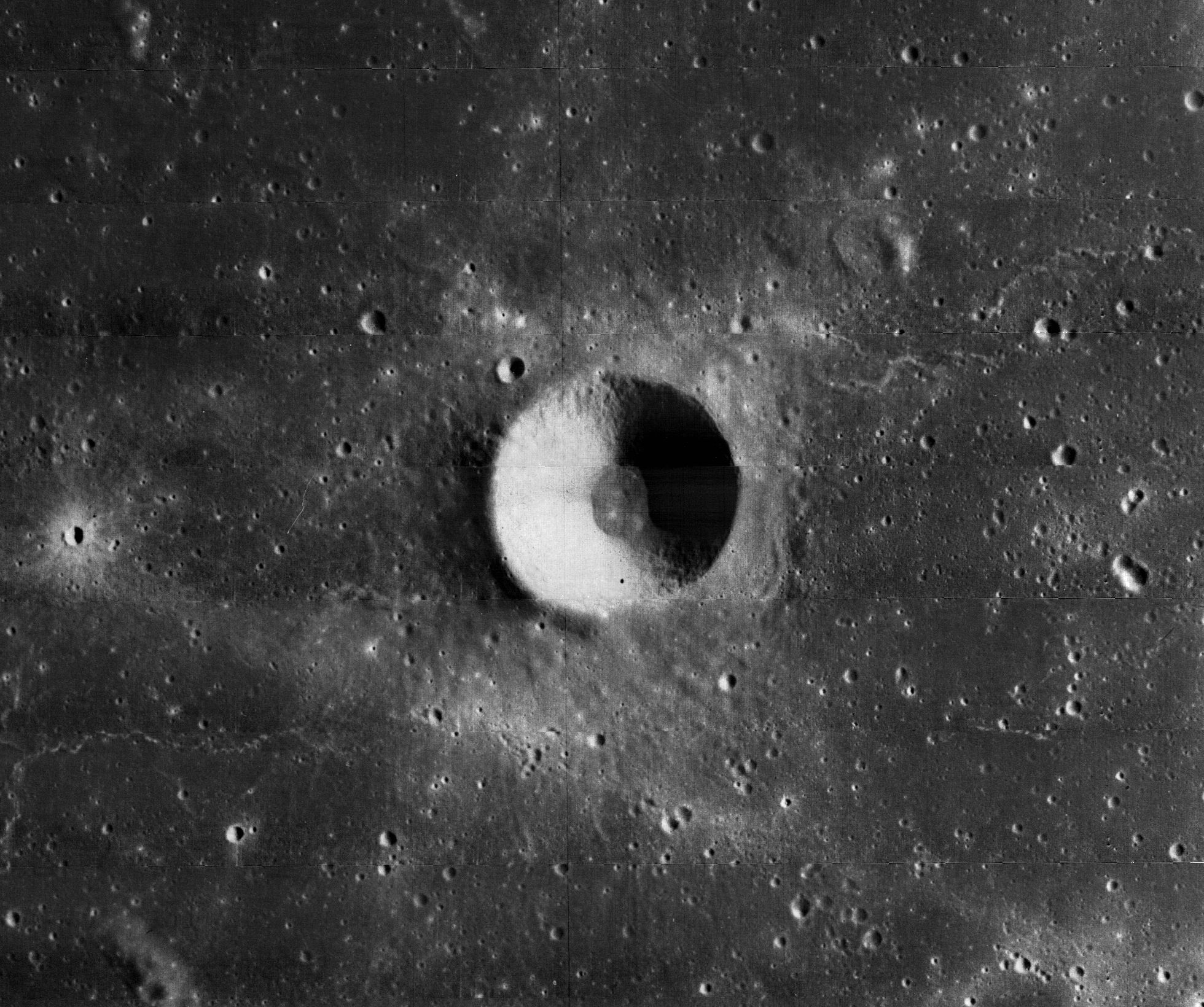
Aufnahme des Peek-Kraters durch Lunar Orbiter 1

Lunar Orbiter 1 startete am 10. August 1966 an Bord einer Atlas-Agena D. Nach Erreichen der Parkbahn wurde die Sonde durch Zünden der Triebwerke auf eine Bahn zum Mond gebracht. Diesen erreichte sie 92 Stunden nach dem Start und schwenkte in eine stark elliptische Bahn von ungefähr 189 km mal 1.866 km. Sie war 12° gegen die Ekliptik geneigt und hatte eine Umlaufdauer von 3 Stunden und 37 Minuten. Da die meisten Landeplätze der nachfolgenden Sonden in Äquatornähe geplant waren, war eine stärkere Neigung nicht nötig.
Am 18. August wurden die ersten Bilder übermittelt. Am 21. und am 25. August wurde die Umlaufbahn geplant abgesenkt. Nach der letzten Absenkung hatte der Orbiter eine Umlaufbahn von 39 mal 1.685 km. Bis zum Ende der Mission am  29. Oktober 1966 übermittelte Lunar Orbiter insgesamt 187 Weitwinkelaufnahmen und 42 Teleaufnahmen. Damit wurden 5 Millionen km2 der Mondoberfläche fotografisch erfasst, wobei einige der ersten hochauflösenden Bilder allerdings bewegungsbedingte Unschärfen aufwiesen. Zudem wurden auch die ersten zwei Bilder der Erde aus Mondentfernung aufgenommen.
Um die Kommunikationswege für die nachfolgende Sonde, Lunar Orbiter 2, freizumachen, wurde die Sonde am 29. Oktober während ihres 577. Orbits kontrolliert auf dem Mond zum Absturz gebracht. Sie zerschellte ungefähr bei 6,70 Grad nördlicher Breite und 162 Grad östlicher Länge.

## Ergebnisse
Neben den insgesamt 229 Bildern, die übermittelt wurden, stellte man eine leicht birnenförmige Gestalt des Mondes fest. Das Mikrometeoriten-Experiment verzeichnete keine Einschläge. Zwar wurden nur 75 Prozent der zuvor geplanten Mondoberfläche fotografiert, jedoch war die Mission ein Erfolg.

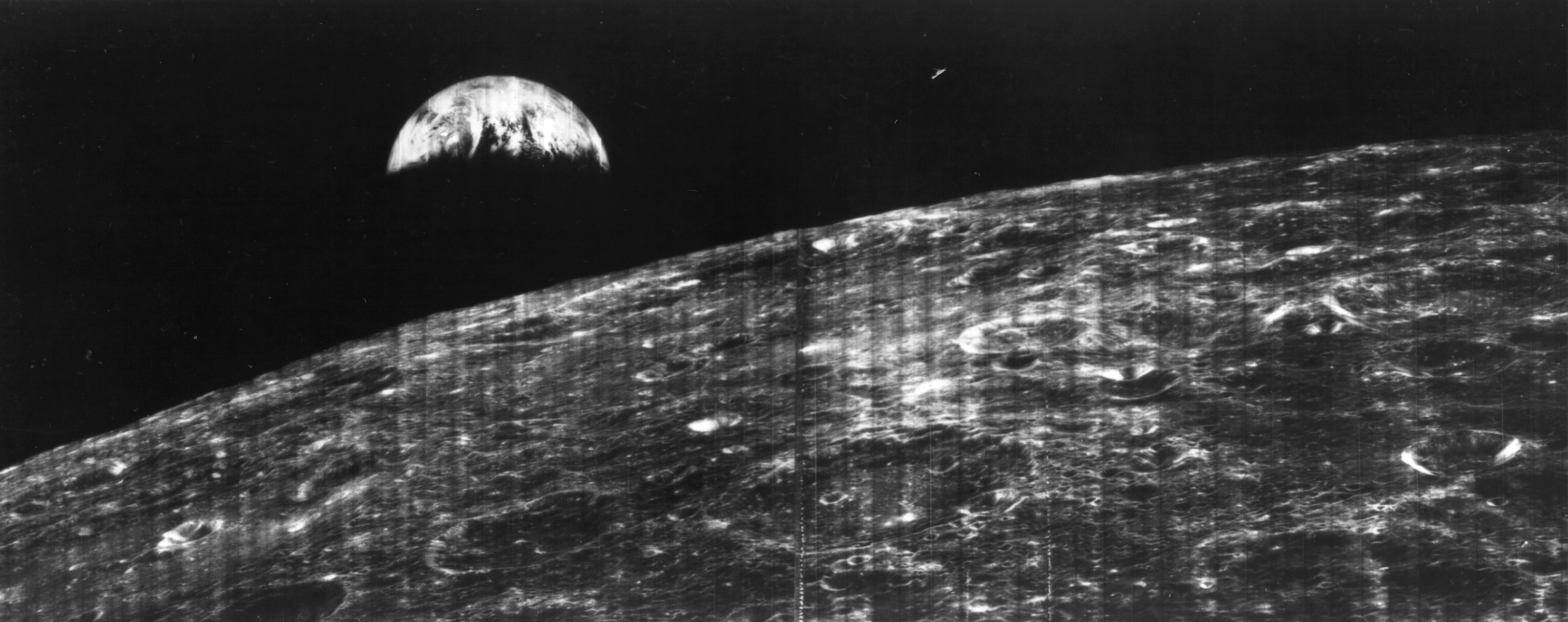
Eines der ersten Bilder der Erde vom Mond vom 23. August 1966.
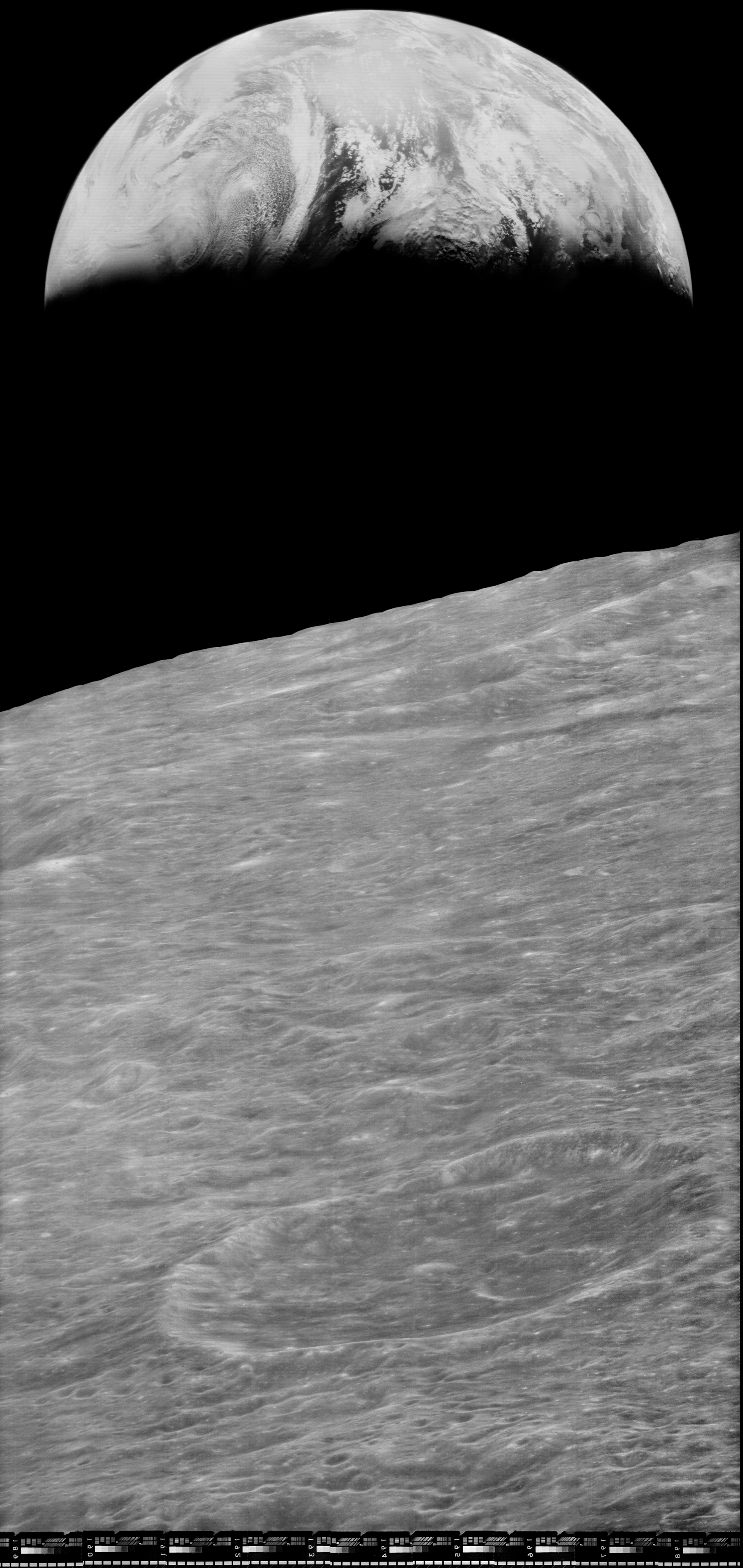
Die aufbereitete Version des Bildes im Rahmen des Lunar Orbiter Image Recovery Project aus 2008.